# Verdalselva
Die Verdalselva ist ein Fluss in der norwegischen Provinz Trøndelag.
Der Fluss entsteht durch Zusammenfluss von Helgåa und Inna nahe Vuku.
Von dort fließt er in westlicher Richtung und mündet bei Verdalsøra in den Trondheimsfjord.
Der Fluss hat eine Länge von 21 km und ein Einzugsgebiet von 1454 km².